# Гає (станція метро)
50°01′50″ пн. ш. 14°31′36″ сх. д. / 50.03056° пн. ш. 14.52667° сх. д.
Гає (чеськ. Háje) — кінцева станція Празького метрополітену. Розташована на лінії C за станцією «Опатов».

## Характеристика станції
Станція була відкрита 7 листопада 1980 року у складі другої пускової дільниці лінії C «Качеров» — «Гає». До 1990 року мала назву «Космонавтів».
Конструкція станції — однопрогінна (глибина закладення — 11 м) з однією острівною платформою.

## Навколо станції
Розташована в однойменному мікрорайоні празького району Прага-11. Має 2 вестибюля: східний - наземний, сполучений зі станційним залом трьома ескалаторами; західний — підземний, сполучений зі станційним залом сходами, від якого розходяться міські автобусні маршрути в житлові мікрорайони.
Станція розташовується на глибині 11 метрів під площею Космонавтів, від імені якої і отримала своє початкове назва. Поруч зі станцією проходять вулиці, які зберегли свої початкові назви на тему освоєння космосу: Байконурська, Космічна.
У станції розташовано кінотеатр «Галаксіє», який має 9 залів. Також є декілька ресторанів, кондитерських, універмагів, відділень і банкоматів різних банків.

## Колійний розвиток
За станцією розташовані два оборотних тупики і ПТО, так як станція розрахована як кінцева на довгий час.